# ودرینگتن (اوهایو)
ودرینگتن (به انگلیسی: Wetherington) یک منطقهٔ مسکونی در ایالات متحده آمریکا است که در شهرستان باتلر، اوهایو واقع شده‌است. ودرینگتن ۲٫۳ کیلومتر مربع مساحت و ۱٬۳۰۲ نفر جمعیت دارد و ۲۶۲ متر بالاتر از سطح دریا واقع شده‌است.